# Santa Cruz da Esperança
Santa Cruz da Esperança is een gemeente in de Braziliaanse deelstaat São Paulo. De gemeente telt 1.733 inwoners (schatting 2009).

## Aangrenzende gemeenten
De gemeente grenst aan Altinópolis, Cajuru, São Simão en Serra Azul.